# Pfarrkirche Reuthe

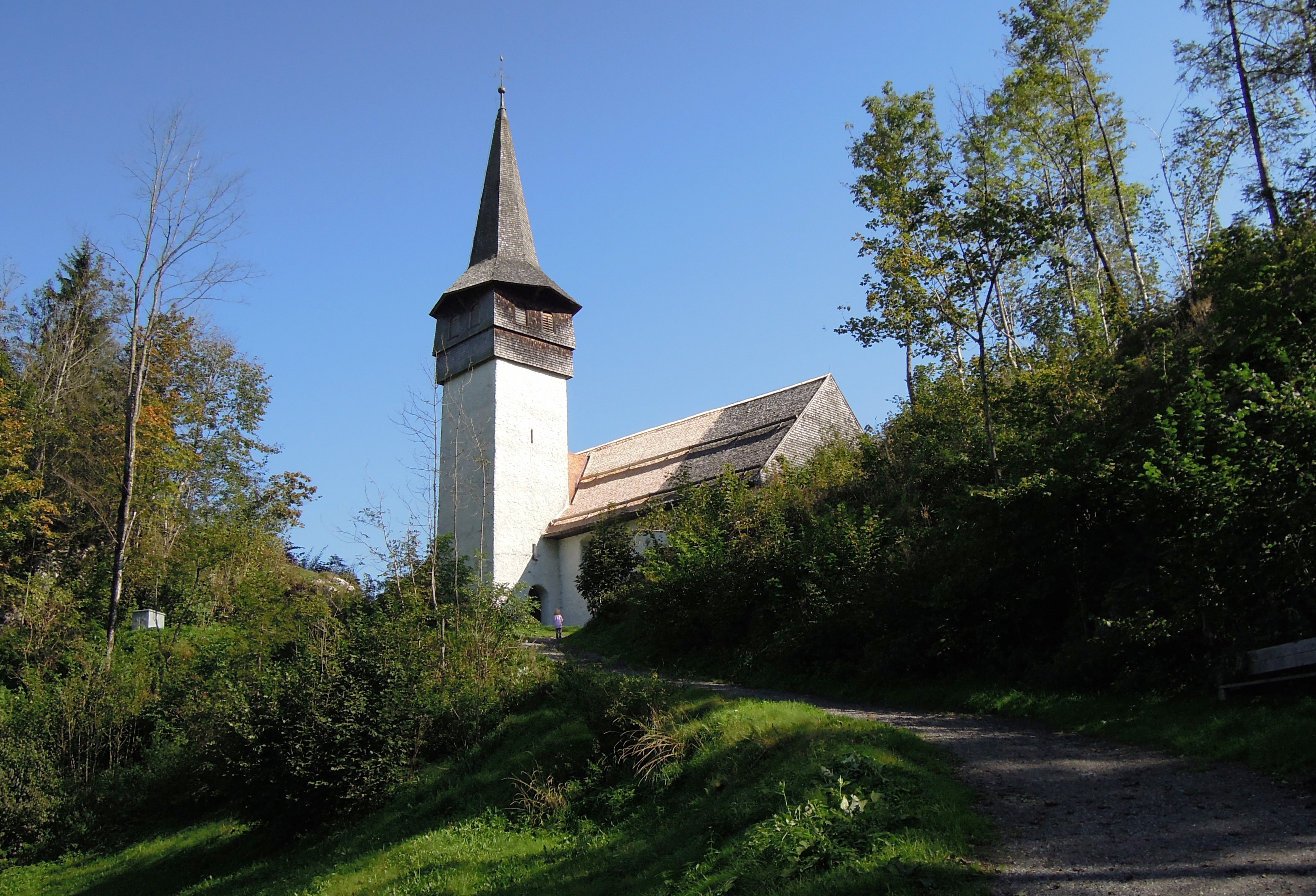
Kath. Pfarrkirche St. Jakobus in Reuthe

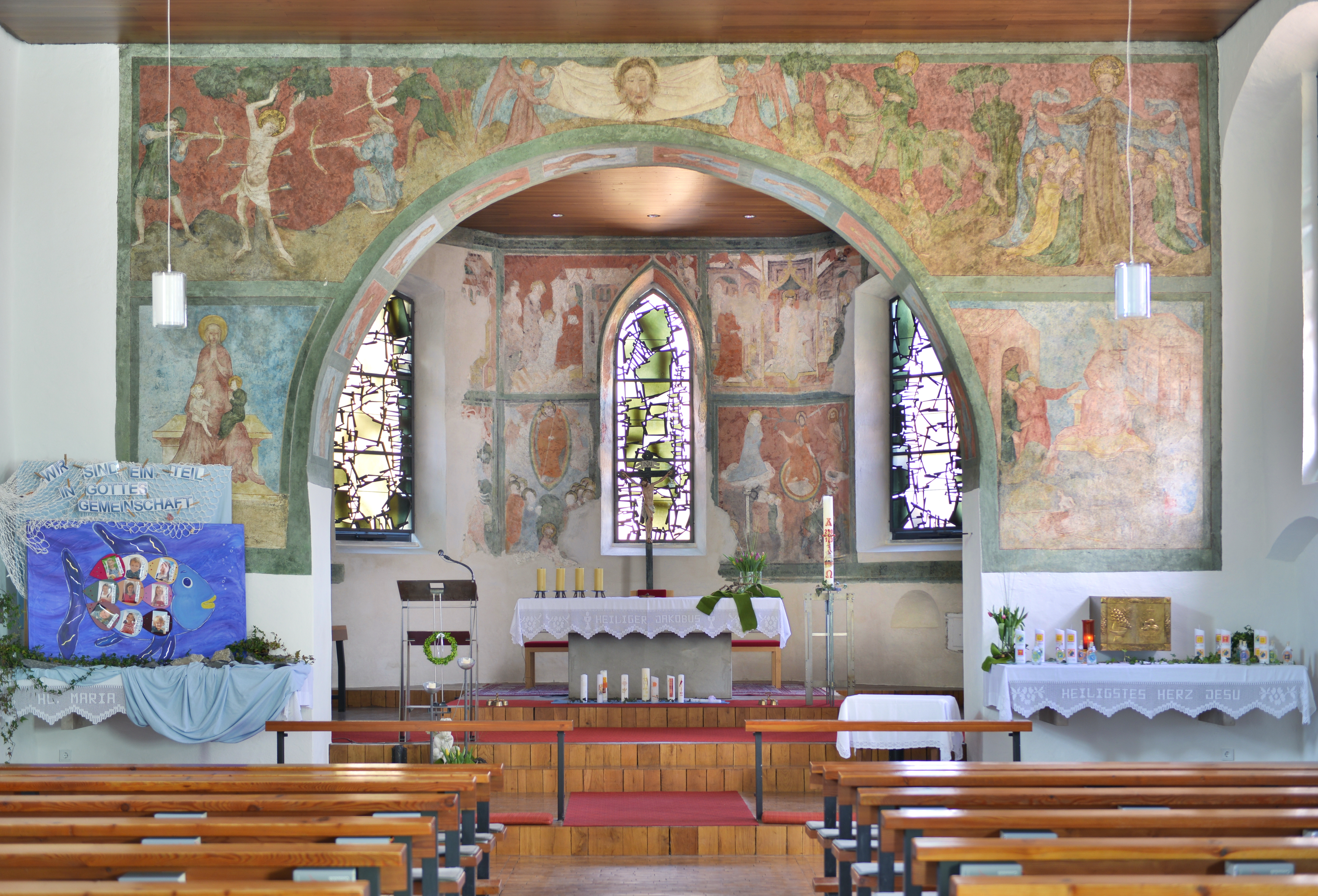
Innenansicht

Die römisch-katholische Pfarrkirche Reuthe steht in der Bregenzerwälder Gemeinde Reuthe im Bezirk Bregenz in Vorarlberg. Sie ist dem heiligen Jakobus geweiht und gehört zum Dekanat Hinterwald in der Diözese Feldkirch. Das Bauwerk steht unter Denkmalschutz.

## Geschichte
Als Reuthe zu Beginn des 13. Jahrhunderts besiedelt wurde, errichtete der Bauer Albrecht Verre an der Stelle der heutigen Kirche um 1250 eine hölzerne Kapelle. Im Jahr 1284 bauten mehrere Bauern der Umgebung eine gemeinsame Kirche mit Friedhof und Pfarrwidum. Der Turm wurde mit einem Durchgang geschaffen, durch den der Fuß- und Reitweg von Bezau nach Bizau führte. Zu Beginn des 15. Jahrhunderts wurde die Kirche für die stark angewachsene Bevölkerung zu klein; 1419 erfolgte deshalb ein großer Umbau. Wände wurden versetzt und der Turm erhielt den achteckigen ausgekragten Spitzhelm – eine in Vorarlberg einzigartige Kirchturmform. In den folgenden Jahren erhielt die Kirche ihre Freskomalereien; ihr Ursprung wird zwischen 1420 und 1450 datiert.

## Architektur
Eine umfassende Renovierung und Barockisierung erfolgte 1774. Dabei wurden die alten Fresken beschädigt, mit einem weißen Anstrich übermalt und allmählich vergessen. Der alte Weg durch den Kirchturm wurde zugemauert und die Straße von Bezau nach Bizau um die Kirche herumgeführt. Drei Barockaltäre und eine Barockkanzel wurden aufgestellt. Die alten gotischen Spitzbogenfenster wurden verbreitert und erhielten Flachbogenstürze. Nur das Fenster in der östlichen Altarraumwand ist in der ursprünglichen gotischen Form erhalten geblieben. Die neuen Glasfenster wurden 1963 und 1964 von dem Düsseldorfer Künstler Jochem Poensgen geschaffen.
Rund 115 Jahre später wurden die alten Fresken im Altarraum wiederentdeckt, freigelegt und 1889/90 vom Maler Josef Reich aus Bizau renoviert. Sie zeigen Szenen aus dem Leben Mariens und zwölf Apostelgestalten mit deutschen Inschriften. Die Fresken an der Chorbogenwand blieben jedoch bis in die 1960er Jahre verdeckt. Im Zuge eines Umbaus, bei dem die Barockaltäre und die Barockkanzel entfernt wurden, renovierte Hans Bertele aus Schruns die Chorbogenfresken. Die Fresken auf dem Chorbogen zeigen beginnend von links oben das Martyrium des heiligen Sebastian, das Schweißtuch der heiligen Veronika, Sankt Martin zu Pferd mit dem Bettler zu Füßen und die Schutzmantelmadonna. Unten links ist Anna selbdritt abgebildet, die Szene unten rechts kann nicht klar zugeordnet werden. Zur Ausstattung der Kirche gehört auch ein spätromanisches Prozessions-Vortragekreuz, das um 1300 geschaffen wurde. Im Inneren der Querbalken des ausgehöhlten Kreuzes sind sieben Reliquien verwahrt. Das kostbare Kreuz wird im Pfarrarchiv verwahrt.
| - Detail eines Freskos im Altarraum. - Fresko, Martyrium des heiligen Sebastian. - Schutzmantelmadonna. - Sankt Martin zu Pferd mit Bettler. |